# Alan Jackson (ciclista)
Alan Wharmby Jackson (Stockport, 19 novembre 1933 – Hornchurch, 24 marzo 1974) è stato un pistard britannico.

## Palmarès
- Giochi olimpici

Melbourne 1956: argento nella corsa a squadre, bronzo nella corsa in linea.